# Siegbert Droese
Frank Siegbert Droese (ur. 7 czerwca 1969 w Lipsku) – niemiecki polityk, przedsiębiorca i samorządowiec, deputowany do Bundestagu, poseł do Parlamentu Europejskiego X kadencji.

## Życiorys
Kształcił się w zawodzie pracownika branży hotelarskiej. Prowadził własną działalność gospodarczą w sektorze hotelarskim i gastronomicznym. Był też menedżerem w prywatnym przedsiębiorstwie.
W 2013 dołączył do Alternatywy dla Niemiec. W 2016 został wiceprzewodniczącym struktur partii w Saksonii. Pełnił też obowiązki przewodniczącego AfD w tym kraju związkowym. W ramach partii uznawany za przedstawiciela jej nacjonalistycznego i skrajnie prawicowego skrzydła. Do 2015 należał do partyjnej grupy Patriotische Plattform, badanej przez Federalny Urząd Ochrony Konstytucji. Opowiadał się też za współpracą z ruchem PEGIDA. W 2016 ujawniono, że w kierowanym przez niego okręgu AfD korzystała z samochodu o numerze rejestracyjnym L-AH1818, kojarzącym się z Adolfem Hitlerem (AH jako inicjały oraz liczba 18 jako wskazanie pierwszej i ósmej litery alfabetu). Siegbert Droese twierdził wówczas, że nie znał takiego znaczenia tej kombinacji. Kontrowersje wzbudziło również jego zdjęcie z wizyty w Wilczym Szańcu – polityk został sfotografowany przed bunkrami z ręką na sercu.
W wyborach w 2017 uzyskał mandat deputowanego do Bundestagu, który wykonywał do 2021. W 2019 wszedł w skład rady miejskiej w Lipsku. W 2024 został natomiast wybrany do Europarlamentu X kadencji.

## Życie prywatne
Żonaty, ma czworo dzieci.